# Colletes hylaeiformis
Colletes hylaeiformis là một loài Hymenoptera trong họ Colletidae. Loài này được Eversmann mô tả khoa học năm 1852.